# Libertarni socializem
Libertarni socializem zajema skupino političnih nazorov in gibanj, ki si kot cilj postavljajo ustvarjanje družbe brez političnih, ekonomskih ali siceršnjih socialnih hierarhij - družbe, v kateri posameznice/-iki prostovoljno sodelujejo kot enake/-i. Ta cilj bi naj dosegli z ukinitvijo zasebne lastnine oziroma z omogočanjem neposredne kontrole nad produkcijskimi sredstvi delavskemu razredu in ostalim slojem brez lastnine. Poleg tega so njegovi zagovorniki trdili, da je libertarni socializem miselna tendenca, ki omogoča identifikacijo, kritiziranje in praktično demontažo nelegitimne avtoritete v vseh vidikih družbenega življenja.
Sem spada tudi prepričanje, da »izvajanje oblasti v kakršnibodi institucionalizirani obliki - ekonomski, politični ali spolni - brutalizira tako tistega, ki oblast izvaja, kakor tistega, nad katerim se izvaja.«
Medtem ko mnoge različice socializma poudarjajo vlogo države ali politične stranke pri pospeševanju svobode in pravičnosti, libertarni socialisti polagajo svoje upe v sindikate, delavske svete («sovjete«), občine, zbore državljanov in podobne nebirokratske, decentralizirane oblike delovanja. Mnogi libertarni socialisti zagovarjajo odpravo države, kolikor jo smatrajo za utrdbo kapitalističnega razrednega boja.
Med libertarne socialistične nazore prištevamo anarhizem (anarhični komunizem, anarhični sindikalizem - dva najbolj prepoznavna tipa), mutualizem («vzajemništvo«; ang. mutualism), »komunizem svetov« (Rätekommunismus), avtonomistični marksizem in socialno ekologijo. Termina »anarhični komunizem« in »libertarni komunizem« nista sinonima libertarnemu socializmu.

## Pregled

### Terminološka opomba
V ZDA in v anglosaškem prostoru termin »libertarian« (ki ga slovenimo »libertaren«, »libertarec«) po navadi povezujejo s svetovnim nazorom libertarizma/libertarianizma, ki temelji na ideji blagodejnosti svobodnega trga, ter z istoimensko stranko, ki tam deluje. Tako bi mnogim američanom besedna zveza »libertarni socializem« zvenela kot nekonsistentna. (Odtod tudi raba teh besed v slovenskem prostoru v povezavi z odpravo progresivnosti obdavčevanja, z nasprotovanjem redistribuciji dobrin, z deregulacijo in privatizacijo javnih storitev v nekaterih prevedenih publikacijah (COBISS) in v javnosti.  Arhivirano 2007-02-13 na Wayback Machine. )
Toda prvi, ki se je oklical za »libertarca« je bil Joseph Déjacque,  zgodnji francoski anarhični komunist. Besedi »libertarec« in »libertaren« izvirata iz francoske besede »libertaire« (sopomenka besedama »anarhičen«, »anarhističen«), ki so jo uporabljali, da bi se izognili zakonski prepovedi anarhističnih publikacij v tedanji Franciji. Znotraj evropskega socialističnega gibanja se je prilastek »libertaren« običajno nanašal na posameznike, ki so zavračali državni socializem - kot npr. Mihail Bakunin. Spričo  velike teže, ki jo ima ameriška kultura znotraj evropskega kulturnega prostora, se je prvotni, izvrini »libertarizem« moral premkaniti v »libertarni socializem«, toda do uporabe predikata »libertarni« ga vendarle upravičuje zgodovinski vidik. Zagatnost takšne situacije seveda terja dodatno previdnost pri interpretaciji besede, kakor tudi njeno pozorno merjenje zoper ozadni kontekst, v katerem se pojavlja.

### Sorodnosti in nasprotja
Libertarni socialisti večinoma trdijo, da se lahko socialstična družba razvije in tudi obstane brez prisile. Anarhični sindikalisti so prepričani, da bi sindikalizem, direktna akcija in množično organiziranje svobodnih individuov negirala kapitalizem, ki se v nasprotju s tem ohranja skozi prisilo. (NB, libertarni kapitalisti zavračajo prepričanje, da kapitalizem za svoj obstoj terja prisilo, enako goreče, kakor libertarni socialisti s svoje strani zavračajo prepričanje o neizbežnosti prisile za obstoj socializma.)
Osnovno logiko libertarnega socializma bi lahko povzeli takole: upravljanje s skupnim dobrom (socializem) na način, ki skuša maksimirati svobodo individua in obenem minimirati koncentracijo oblasti oziroma avtoritete (libertarizem). Doseganje tega splošnega cilja naj bi bilo možno skozi decentralizacijo politične in ekonomske moči, ki po navadi zajema kolektivizacijo večine podjetij in velikih kompleksov posestva. Libertarni socializem zanika legitimnost večini različnih oblik gospodarsko pomembne zasebne lastnine, kajti ko se zasebna lastnina prelevi v kapital, tedaj po prepričanju socialistov ta kaptal vodi v izkoriščanje drugih oseb, ki imajo  manj ekonomskih sredstev, in s tem krši individualne svoboščine pripadnikov izkoriščanega razreda.

### Antikapitalizem
Libertarni socialisti nasprotujejo vsem oblikam nelegitimne avtoritete. Prepričani so, da leži dokazno breme ob izvajanju oblasti (npr. v socialni ali fizični dominaciji nekega individua nad drugim individuom) na dominirajočem agentu, da pokaže, da bodo predvidljive posledice tovrstnih dejanj z veliko verjetnostjo prinesle moralne rezultate in bodo okrepile vse vpletene strani. Tipični primeri legitimnega izvajanja oblasti obsegajo uporabo fizične sile za preprečevanje poškodbe pred prihajajočim vozilom ali za legitimno samoobrambo. Libertarni socialisti običajno nasprotujejo togim in hierarhičnim strukturam oblasti, najsi gre za politično moč, ekonomsko moč ali drugo družbeno moč, kolikor le-te porajajo ali ojačujejo razredne delitve, ki temeljijo na lastnini oziroma socialnem statusu, ter kolikor so hkrati dojete kot ovire posplošenemu zviševanju zmožnosti za samoupravljanje (self-management).
Po mnenju libertarnih socialistov bi se vse družbene vezi morale razviti med posamezniki/-icami, ki imajo enako pogajalsko moč, obenem pa tako akumulacija ekonomske moči v rokah peščice ljudi kot centralizacija politične moči zmanjšujeta pogajalsko moč in tudi svobodo drugih individuov v družbi. Ali drugače: kapitalistična (ter desno libertarna) načela vodijo h koncentraciji ekonomske moči v rokah oseb, ki si pridobijo največ kapitala. Libertarni socializem si prizadeva bolj enakomerno distribuirati moč (in s tem svobodo) med pripadnike družbe. Ključna razlika med libertarnim socializmom in desnim libertarizmom: zagovorniki prvega v splošnem živijo v prepričanju, da je stopnja svobode posamenika/-ice pogojena z njegovim/njenim ekonomskim in socialnim statusom, medtem ko zagovorniki slednjega verjamejo, da je svoboda v bistvu svoboda izbire oziroma svoboda akcije. Oni bi tudi trdili, da je tudi revni individuum z nizkim statusom v libertarni družbi povsem svoboden v smislu, da ima vso svobodo, da počne karkoli si želi s svojim premoženjem in svojimi resursi.
Libertarni socialisti nadalje verjamejo, da če je svoboda vrednota, potem mora družba delovati v smeri sistema, v katerem imajo posameznice/-iki moč, da odločajo o ekonomskih in o političnih zadevah. Radi bi nadomestili neupravičeno avtoriteto z direktno demokracijo ter prostovoljno federacijo v vseh vidikih življenja, tudi na ravni fizičnih skupnosti in podjetij.
Kot pri drugih socialistih, bi naj predmeti bili skupna last, kontrolirali pa bi jih demokratično - iz tega pa bi bili izvzeti predmeti v osebni posesti. Medtem ko »zasebna lastnina« omogoča posamezniku izključno kontrolo nad predmetom, ne glede na to, ali je ta predmet v uporabi ali ne, pa »posest« [ang. possession] ne omogoča pravic do predmetov, ki se jih ne uporablja. Lastnina upravičuje lastnika, da bodisi odreče to lastnino drugim bodisi zahteva plačilo od oseb, ki bi jo rade uporabljale. »Posest« pa po drugi strani ni združljiva s to obliko »izkoriščanja« ali »izsiljevanja«. Posest se izteče v pravico do zasebne »uporabe«, ne pa »svojine«.

### Nasprotovanje državi
Kritika države gradi na istem principu in nasprotuje koncentraciji avtoritete, temelječe na oblasti, kajti 
le-ta za libertarno socialistično misel pomeni obliko zatiranja.
Namesto držav, libertarni socialisti terjajo možnost, da se organizirajo v prostovoljne institucije (po navadi jih imenujejo kolektivi, komune ali zveze [syndicates]), ki se pri odločanju naslanjajo na neposredno demokracijo ali konsenz. Nekateri zagovarjajo kombinacijo teh institucij in se nadalje zavzemajo za izmenjujoče delegate v skupne organe federacije, ki se jim lahko prekliče mandat. Spet drugi so izražali ostro kritiko federativne ureditve, razen tega pa so tovrstni sistemi redko dejansko zaživeli. Španski anarhizem npr. nudi primer takšnih federacij v praksi. Med sodobne primere libertarno socialističnih organizacijskih modelov in modelov odločanja štejemo zapatistične svete dobrega vladanja in globalno mrežo Indymedia (slednja je prisotna v 45 državah na 6 celinah). Razen tega poznamo tisoče arhaičnih in staroselskih družb po svetu, katerih politične in ekonomske ureditve so zelo blizu anarhističnim oziroma libertarno socialističnim idealom; vsaka teh ureditev je edinstvena in tudi prilagojena specifični kulturi, v kateri je nastala. Libertarci v tej raznolikosti delovanja, ki ga vendar družijo skupni principi, vidijo dokaz obstojnosti in življenjskosti, kakor tudi fleksibilnosti in moči svojih načel.
V nasprotju z razširjenim mnenjem, libertarni socializem ni povezan z izročilom utopičnih gibanj, saj se je v svoji zgodovini izogibal trdnim teoretskim analizam in napovedim o zaželeni oziroma verjetni podobi bodoče družbe. Njegova tradicija se navezuje na postavko, da  se tovrstnih odločitev ne da sprejemati vnaprej, marveč se do njih pride skozi boj, napore in eksperimentiranje, da bi lahko bila pot do rešitve demokratična in organska. Smer prizadevanj in bojevanja naj bi temeljila na uveljavljnih zgodovninskih primerih.
Simpatizerji pogosto predstavljajo to osrediščenost na raziskovanje mimo predeterminiranja kot veliko prednost libertarnega socializma. Ob tem izpostavljajo, da uspešnost naravoslovne znanstvene razlage sveta leži v znanstvenih metodah ter v naravnanosti na odprto racionalno odkrivanje, ne pa toliko v zaključkih, do katerih se dokoplje - temu nato zoperstavijo tradicionalne dogmatske razlage naravnih fenomenov, ki so se izkazale za takorekoč neuporabne pri razlaganju sveta.
Dasiravno jim kritiki očitajo izogibanje vprašanjem, na katera ne morejo odgovoriti, pa libertarni socialisti prav v metodičnem pristopu pri raziskovanju vidijo najboljši način za doseganje svojih socialnih ciljev. Znameniti anarhist Rudolf Rocker je nekoč izjavil: »Nisem anarhist, ker bi verjel, da je anarhizem končni cilj, temveč zato, ker sploh ni ničesar takega kot je končni cilj.« (Londonska leta, 1956)
Ker libertarni socializem spodbuja raziskovanje in se, namesto ustvarjanja čvrstega gibanja, navdušuje nad pestrostjo idej, so se med posamezniki neizogibno pojavile tudi polarizacije, zlasti v zvezi s tistimi, ki zavračajo nekatera temeljna načela libertarnega socializma, vendar se še vedno vidijo znotraj njegovih okvirov. Na primer Peter Hain tolmači svoj libertarni socializem kot favoriziranje radikalne decentralizacije oblasti, ne da bi pristal na kompletno ukinitev države.  Arhivirano 2007-03-12 na Wayback Machine. Podobno Noam Chomsky podpira demontažo vseh oblik neupravičene družbene oziroma ekonomske moči in obenem poudarja, da je, dokler imamo opravka z zatiralskimi strukturami, vendarle treba podpirati državne intervencije v njihovi začasni zaščitni funkciji.
Kljub temu pa pogosteje zasledimo nasprotovanje obstoju držav oziroma vlad; in v preteklosti so mnogi celo zavračali možnost, da bi se zagovarjali na sodišču, saj so raje izbrali, da jih zapro ali celo usmrtijo, kot da bi participirali v prisiljevalskih državnih institucijah.

### Nasilne in nenasilne poti
Veliko libertarnih socialistov je videlo nasilno revolucijo kot nujno fazo v ukinjanju kapitalistične družbe. Med mnogimi zagovorniki nujnosti uporabe nasilja je tako Errico Malatesta zapisal: »Naša težnja in naš cilj je, da naj bi vsakdo postal družbeno zaveden in učinkovit; a dosega tega smotra terja, da vsakomur zagotovimo sredstva za življenje in razvoj, torej je nujno - kajti drugače ne gre - z nasiljem uničiti nasilje, ki delavcem zanika ta sredstva.«
Nasproti temu imamo Proudhona (nekateri ga smatrajo za »očeta anarhizma«), ki se je postavil na stran nenasilne revolucije. Razvoj v smeri nasilnega delovanja anarhistov se deloma veže na pogoste pokole nad komunami, organiziranimi po Proudhonovih načelih. V teh razmerah so anarho-komunisti začutili potrebo po bolj siloviti obrambi ter zaščiti lastnih interesov nasproti restrikcijam lastnikom in posestnikom, s katerimi so bili v sporu.
Tudi danes so dejavna mnoga nenasilna anarhistična gibanja, npr. Hrana, ne bombe (Food Not Bombs)  in Anarhistični črni križ (ABC).  Arhivirano 2008-10-17 na Wayback Machine.

## Znani anarhisti in libertarni socialisti
- Murray Bookchin
- Noam Chomsky
- Crass
- William Godwin
- Emma Goldman
- Paul Goodman
- Peter Aleksejevič Kropotkin
- Rudolf Rocker
- Errico Malatesta
- Max Nettlau